# Stardust (novela)
Stardust es la segunda novela del autor británico Neil Gaiman, del género fantástico, publicada por Avon Books el 1 de febrero de 1999. Serializada originalmente entre diciembre de 1997 y marzo de 1998 con ilustraciones de Charles Vess para la editorial Vértigo de DC Comics.
En 2007 se estrenó una película homónima basada en el libro, dirigida por Matthew Vaughn, que obtuvo buenas críticas y una buena respuesta del público. Gaiman ha hablado de realizar una secuela u otras historias que hagan referencia a la villa de Wall.

## Sinopsis
La fábula trata las aventuras de un joven de la villa de Wall ("muro" en inglés), que limita con la tierra mágica de Faerie. Este joven es Tristan Thorn, que decide salir en busca de una estrella que cayó a tierra para así probar su amor a Victoria Forester. Descubre en el cráter que dejó la estrella en el suelo a una joven, Yvaine, quien resulta ser la estrella misma bajo forma antropomórfica.

## Estilo
Stardust' es diferente a las otras novelas de Gaiman, ya que está escrita en un inglés fantástico pre-Tolkien, siguiendo los pasos de autores como Lord Dunsany.
| Predecesor                                        | Premios de Stardust      | Sucesor                   |
| ------------------------------------------------- | ------------------------ | ------------------------- |
| The Djinn in the Nightingale's Eye de A. S. Byatt | Mythopoeic Awards (1999) | Tamsin de Peter S. Beagle |

## Adaptaciones
- Adaptación cinematográfica (Stardust) dirigida por Matthew Vaughn y estrenada en 2007.
- Adaptación radiofónica producida por la BBC Radio 4 en dos partes y emitida por primera vez el 17 de diciembre de 2016. Dirigida por Dirk Maggs y protagonizada por Eleanor Bron como narradora, Matthew Beard como Tristan, y Sophie Rundle como Yvaine.

## Premios
La serie original de DC Cómics fue nominada al premio Comics Buyer's Guide Fan  por Serie Limitada Favorita en 1998 y 1999. La edición recopilada también fue nominada al Comics Buyer's Guide Fan por Reedición Gráfica Favorita en 1999. 